# Charles Dauphin
 (juin 2019).
Pour les articles homonymes, voir Dauphin (homonymie).

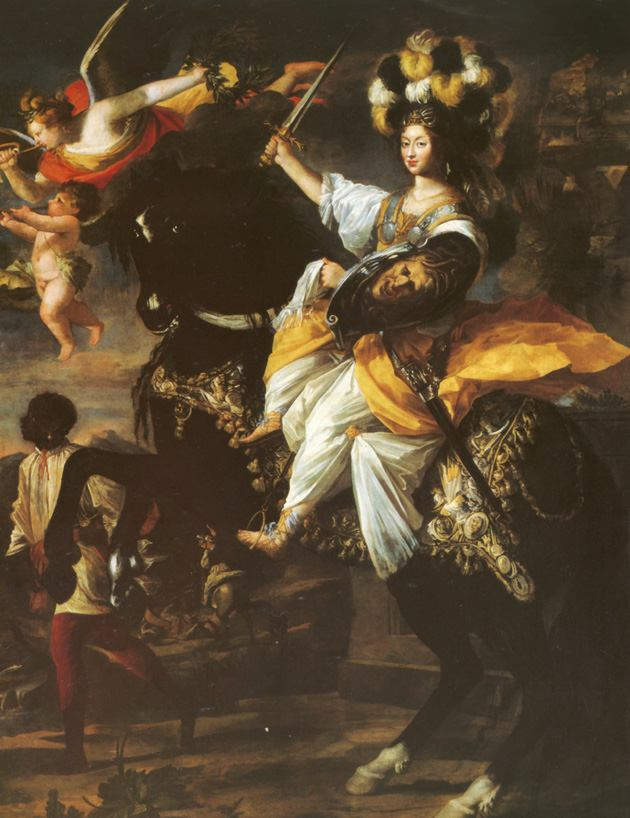
Christine de France en Minerve, vers 1630

Charles Dauphin (né en Lorraine vers 1620, mort à Turin en 1677) est un peintre lorrain dont la carrière s'est déroulée principalement dans le duché de Savoie.

## Biographie
Né dans le duché de Lorraine autour de 1620, on ne connaît pas ses origines. Charles Dauphin se rend à Paris entre 1638 et 1646 ; il y fait son apprentissage dans l’atelier du célèbre peintre Simon Vouet, où il fréquente Michel Dorigny et Eustache Le Sueur. Fuyant peut-être la Fronde, il s’installe à Turin dans le Piémont avant 1655, où il mène une brillante carrière de peintre de cour pour la famille ducale de Savoie, de l'aristocratie et de l'Église.
Dans la capitale piémontaise, Charles Dauphin prend part à de grands travaux décoratifs religieux. Il peint par exemple pour l'église Saint Luc de Turin un Portrait de la Vierge et, dans la Cathédrale Saint-Jean-Baptiste, il représente Saint-François marchant sur la mer ainsi que Louise de Savoie, duchesse d’Angoulême, invoquant saint François de Paule.
Par la suite, il entre au service du prince Emmanuel-Philibert de Savoie-Carignan qui le nomme son assistant personnel en 1658. Grâce à la protection du prince, l'héritier du trône, Charles Dauphin entre progressivement dans la cour ducale. 
Entre 1660 et 1661, il est chargé de la décoration de la salle d'exposition de la dignité du Palais ducal et, entre 1663 et 1665, il travaille au Palais royal de Venaria, en participant à la réalisation des portraits équestres du Salon de Diane.
Il décède à Turin en 1677.

## Reconnaissance
L'historien de l'art Jacques Thuillier est l'artisan principal de la reconnaissance de Charles Dauphin à la fin du XXe siècle, après que le peintre fut tombé dans l'oubli.  Le Musée des Beaux-Arts de Nancy achète Jésus chassant les marchands du Temple en 1988 et reçoit de Jacques Thuillier plusieurs estampes du peintre. En 2005, il achète Le Mépris du Monde, permettant à la fois de compléter ce corpus et de rapprocher les œuvres de Charles Dauphin de celles de Simon Vouet et d'autres artistes parisiens du début du XVIIe siècle.

## Œuvres

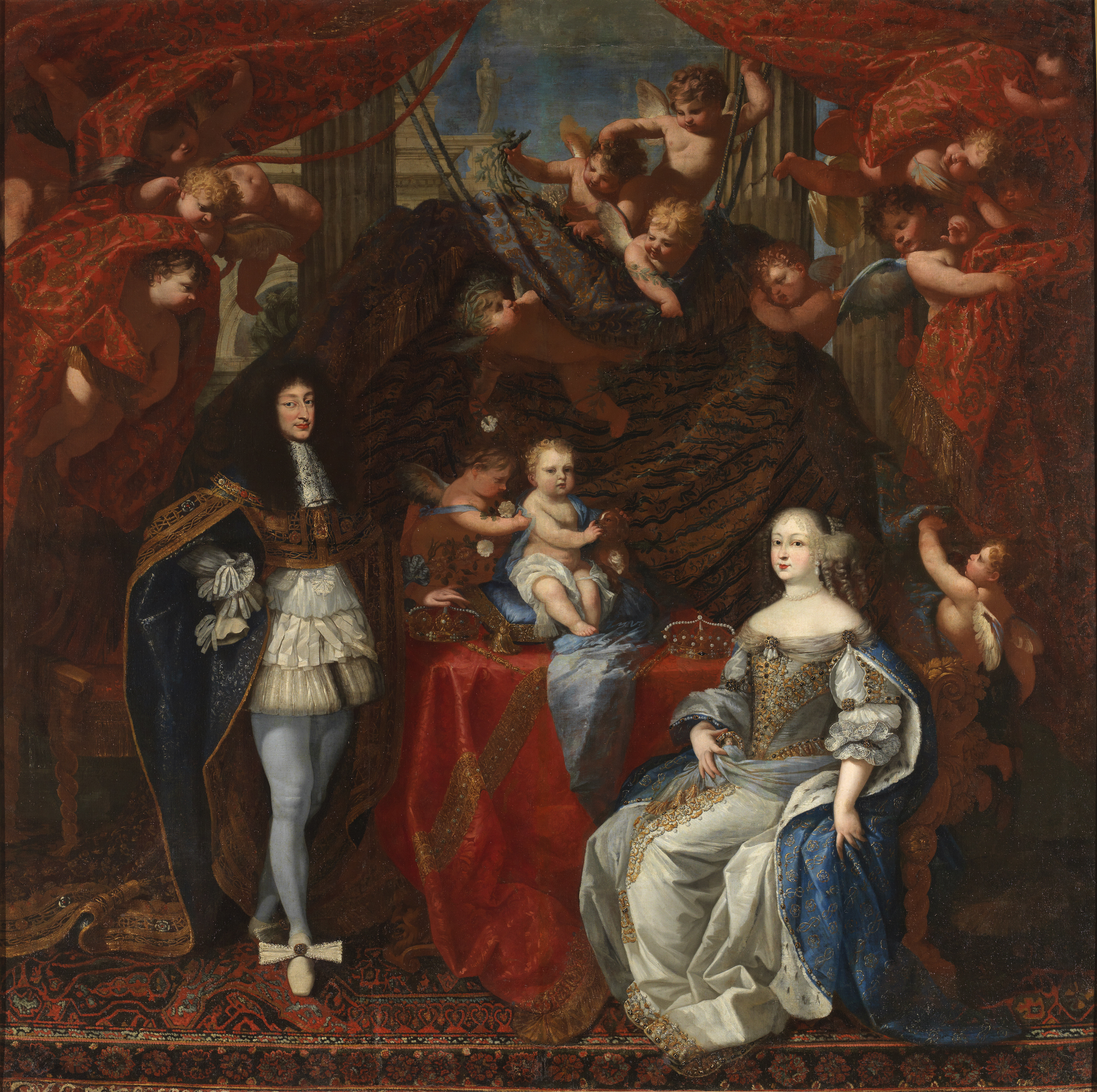
Charles Emmanuel II, Duc de Savoie, son fils et son épouse Jeanne de Savoie, 1666, musée du Prado.

Charles Dauphin peint essentiellement des compositions mythologiques ou décoratives, des sujets religieux ou des portraits.
- Le temps dévoilant la Vérité, Musée lorrain, Nancy
- Le Mépris du Monde, Nancy, musée des Beaux-Arts
- Allegoria del Tempo
- La Fuite en Égypte
- Massacre des Niobides, 1634-1635, Villa Madame, Italie
- Le Duc de Savoie Charles Emmanuel II et sa famille, 1666-1667, Musée du Prado, Madrid
- Le Christ chassant les marchands du Temple, vers 1663, Nancy, musée des Beaux-Arts
- Les Saintes femmes au tombeau, 1670, église Saint-Pierre, Pomponne